# Henry Burgevine
Henry Andres Burgevine (1836–1865) war ein US-amerikanischer Söldneranführer und Abenteurer. Er war Offizier in der Immer Siegreichen Armee und übernahm nach dem Tod deren Gründers Frederick Townsend Ward das Kommando über die Einheit. Er meuterte schließlich gegen seine Auftraggeber und lief zu den Taiping-Rebellen über. Er starb im Gewahrsam seines ehemaligen Befehlshabers Li Hongzhang nach dem erfolglosen Versuch wieder ein Kommando in China zu bekommen.

## Herkunft
Henry Burgevine war der Sohn eines französischen Offiziers, der in Chapel Hill, North Carolina als Sprachlehrer tätig war. Sein Vater verließ die Familie. Daraufhin zog seine Mutter mit ihm nach Washington, D.C. Im Alter von neun bis siebzehn Jahren war er als Senatpage im Senat der Vereinigten Staaten erwerbstätig. Mit neunzehn Jahren schloss er sich als Gefreiter der französischen Armee an und diente im Krimkrieg. Er kehrte 1856 wieder nach Washington zurück. Burgevine versuchte sich in verschiedenen Berufen, unter anderem als Agent für Postangelegenheiten und als Zeitungsredakteur.

## Militärische Tätigkeit in China
1859 ging er mit Frederick Townsend Ward nach China. Zusammen mit Ward baute er die als Immer Siegreiche Armee bekannte Militäreinheit aus ausländischen Truppenführern und chinesischen Soldaten auf. Diese kämpfte auf Seiten der Qing-Dynastie gegen die Taiping. Nach dem Tod von Ward wurde ihm von Li Hongzhang die Führung der Truppe übertragen, nachdem ein anderer Offizier abgelehnt hatte. Dem Bürgerkrieg in seiner Heimat stand er gleichgültig gegenüber.
Burgevine bewährte sich zunächst als Truppenführer. Er verweigerte jedoch den Befehl von Li Hongzhang sich mit seinen Truppen der Belagerung der Rebellenhauptstadt Nanjing anzuschließen. Infolgedessen stellten die Chinesen die Zahlungen an Burgevine ein. Am 4. Januar 1863 drang er in das Anwesen von Yang Fang, einem shanghaier Bankier ein, schlug diesen und entwendete rund 40.000 chinesische Silberdollar. Infolgedessen setzte Li Hongzhang ein Kopfgeld von 40.000 Silbertael aus. Burgevine tauchte daraufhin unter.
Burgevine schaffte jedoch sich nach Peking durchzuschlagen. Dort kontaktierte er den US-Botschafter Anson Burlingame. Dieser setzte sich für ihn ein und bewog Prinz Gong Li Hongzhang die Wiedereinsetzung von Burgevine zu befehlen. Li Hongzhang ignorierte den Befehl und Burgevine schloss sich schließlich mit rund 70 ausländischen Offizieren den Taiping in Suzhou (Jiangsu) an. Er verließ diese bald wieder. Der neue Befehlshaber der Immer Siegreichen Armee Charles George Gordon erwirkte bei Li Hongzhang Immunität für Burgevine unter der Auflage das Land zu verlassen. 1865 wurde er beim Versuch erneut eine Söldnereinheit aufzustellen von den Qing-Behörden verhaftet.
Er ertrank beim Flusstransport von Suzhou nach Fujian. Li Hongzhang gab bekannt, es habe sich um einen Unfall gehandelt. Zahlreiche Zeitzeugen gingen von einem Mord aus. Ebenso gibt es Berichte über Folterspuren.